# Elecciones estatales de Sabah de 2004
Las elecciones estatales de Sabah de 2004 tuvieron lugar el 21 de marzo del mencionado año, al mismo tiempo que las elecciones federales para el Dewan Rakyat a nivel nacional. Se debían renovar los 60 escaños de la Asamblea Legislativa Estatal, que a su vez investiría a un Ministro Principal para el período 2004-2009, a no ser que la Asamblea electa se disolviera antes de tiempo y se llamaran a nuevas elecciones estatales.
En medio del enorme impulso que el Barisan Nasional (Frente Nacional), gobernante desde 1973, tuvo en los comicios nacional, en Sabah obtuvo casi la totalidad de los escaños luego de que su principal opositor, el Partido Unido de Sabah (PBS), se uniera a la coalición. Los tres principales partidos de la oposición federal y estatal, el PAS, el DAP, y el PKR, sufrieron severas crisis y no recibieron escaños. Los candidatos independientes, que fueron 68, obtuvieron el 25.06% de los votos, y Johan Christopher Ghani, candidato por la circunscripción de Kuala Penyu, fue el único candidato no oficialista en resultar electo al derrotar a Wences Angang James, de la UPKO. La participación fue relativamente baja, de un 64.61%.
El Ministro Principal Musa Aman, de la UMNO, designado el año anterior, fue reelegido para un mandato completo y se puso fin al sistema rotatorio acordado por el BN. Desde entonces, Musa gobernaría Sabah hasta la derrota ante el Pakatan Harapan en 2018.

## Resultados
|  | 62.60 % |

|  | 98.33 % |

|  | 5.65 % |

|  | 0.00 % |

|  | 2.71 % |

|  | 0.00 % |

|  | 2.04 % |

|  | 0.00 % |

|  | 1.25 % |

|  | 0.00 % |

|  | 0.69 % |

|  | 0.00 % |

|  | 25.06 % |

|  | 1.67 % |

|  | 97.13 % |

|  | 2.42 % |

|  | 0.45 % |

|  | 100.00 % |

|  | 100.00 % |

|  | 64.61 % |